# Мацнева, Варвара Дмитриевна
Варвара Дмитриевна Мацнева, урождённая Ланская (4 (15) декабря 1759 — 3 (15) апреля 1817) — фрейлина императрицы Екатерины II, статская советница, псковская помещица. Сестра фаворита Екатерины II, генерал-поручика А. Д. Ланского.

## Биография
Одна из пяти дочерей армии капитана Дмитрия Артемьевича Ланского, от второго его брака с девицей Ульяной Яковлевной Грибановой, псковских помещиков.
С 24 января 1765 года принята воспитанницей первого набора Императорского Воспитательного общества благородных девиц при Смольном монастыре в С.-Петербурге. Выпущена 1-м выпуском в 1776 году.
Благодаря сердечной связи брата — Александра, с императрицей Екатериной II, вместе с сестрами: Елизаветой, Евдокией и Екатериной — в 1780—1781 годах принята в штат Придворной конторы и служила фрейлиной императрицы.

## В Царском Селе
Совместно с матерью, сёстрами, братом — Александром, и другими родственниками, 7 февраля 1781 года присутствовала в Царском Селе на праздничном балу и свадьбе фрейлины императрицы, своей сестры — Евдокии (Авдотьи) Дмитриевны Ланской (1760-8.06.1815), с командиром Украинской дивизии, ген.-майором Иваном Львовичем Чернышёвым, будущим ген.-поручиком и сенатором.
Венчалась 18.07.1781 года в Царском Селе с богатым орловским помещиком, служившим флигель-адъютантом штаба бывшего гетмана Малороссии, сенатора, ген.-фельдмаршала графа К. Г. Разумовского, отставным секунд-майором Николаем Михайловичем Мацневым, впоследствии статского советника, прокурора Орловского наместничества.
По сохранившемуся в камер-фурьерских журналах описанию церемонии свадьбы, венчание происходило в церкви Екатерининского дворца, в присутствии императрицы Екатерины II, великих князей, придворной свиты и приглашенных гостей. Во время церемонии праздничного обеда в Екатерининском дворце новобрачные сидели рядом с Екатериной II, по левую сторону.
Посаженными родителями со стороны невесты были директор Ревизион-коллегии, сенатор, ген.-фельдмаршал князь Александр Михайлович Голицын и графиня Анна Алексеевна Матюшкина, со стороны жениха — вице-президент Адмиралтейств-коллегии, ген.-аншеф граф Иван Григорьевич Чернышёв и Анна Никитична Нарышкина.
Среди гостей со стороны невесты присутствовали: старшие сестры Варвары — капитанша Анна Дмитриевна Рагозинская, вдова новоржевского помещика, Кабардинского пехотного полка капитана Петра Павловича Рагозинского, и генеральша Авдотья Дмитриевна Чернышёва с мужем, ген.-майором Иваном Львовичем Чернышевым, после свадьбы с Авдотьей получившего назначение правителем Костромского наместничества; двоюродные братья Варвары — старшие офицеры (подполковники и полковники) Николай, Пётр и Василий Сергеевичи Ланские; будущий свояк — гвардии поручик И. И. Кушелев, и другие лица.
Среди гостей со стороны жениха присутствовали: сестры Николая — надворная советница Варвара Михайловна Боборыкина с мужем, надворным советником Дмитрием Лукьяновичем Боборыкиным, и секунд-майорша Надежда Михайловна Ковалинская с мужем, секунд-майором Михаилом Ивановичем Ковалинским, будущим рязанским губернатором; другие лица.
После свадьбы для новобрачных были отведены покои камер-фрейлины в Екатерининском дворце, где они провели ночь, и на следующее утро, вместе с сопровождавшими лицами, на двух каретах убыли в С.-Петербург.
Совместно с мужем и др. родственниками 24 сентября 1781 года в Царском Селе присутствовала на церемонии венчания фрейлины императрицы, своей сестры — Елизаветы Дмитриевны Ланской (3.09.1755-1/6.09.1822), с лейб-гвардии Преображенского полка поручиком Иваном Ивановичем Кушелевым, будущим действительным тайным советником и сенатором. В описании церемонии свадьбы названа подполковницей, супруг — Н. М. Мацнев, назван в чине армии подполковника.
По-видимому, еще одна сестра В. Д., Е. Д. и А. Д. Ланских — Екатерина (в замужестве Брылкина), так же была пожалована во фрейлины императрицы, поскольку 4 ноября 1780 года представлена Екатерине II в этом придворном звании. Однако, в дальнейшем она не упоминается в числе фрейлин императрицы.

## Помещичьи владения
Семья родителей Варвары была небогатой. Императрица Екатерина II хотя и любила Александра Ланского, но членов его семьи предпочитала жаловать чинами и должностями, а не поместьями, в отличие от возлюбленного, которому подарила значительные вотчины.
Муж — Н. М. Мацнев, статский советник, унаследовал значительные помещичьи владения отца и деда в Орловской и соседних губерниях, однако, утратил семейный капитал. Был известной светской персоной, всё его недвижимое и движимое имущество, включая и орловский двухэтажный каменный дом, с парком и службами, было заложено, отписано и распродано за долги. В конечном итоге, лишился и материнского наследства.
Совместно с сестрой — Екатериной Дмитриевной Брылкиной, женой псковского губернского прокурора, надворного советника Михаила Никитича Брылкина, будущего псковского вице-губернатора, в 1784 году наследовала отказанное матерью в пользу дочерей недвижимое имение Псковского наместничества, Псковского уезда, в селе Корытово, на берегу р. Великой, и приписанные к нему деревни, ранее принадлежавшие их безвременно скончавшемуся брату А. Д. Ланскому.

## Дети
В браке с Н. М. Мацневым имела старшего сына Михаила, героя Отечественной войны 1812 года, дослужившегося до чина ген.-майора, и младшую дочь Наталью, в замужестве Планат. С дочерью жила в С.-Петербурге. Умерла за несколько месяцев до свадьбы Натальи.
В декабре 1808 года на имя Его Императорского Величества подавала прошение о признании недействительным духовного завещания свекрови — секунд-майорши Натальи Михайловны Мацневой, прижизненно отрешившей её мужа от наследования принадлежащих ей (Мацневой) крупных помещичьих имений, которое было оставлено без удовлетворения.
Была похоронена на Софийском кладбище за Царским Селом, в кладбищенской церкви иконы Казанской Богоматери, устроенной Екатериной II на месте гибели А. Д. Ланского. Согласно духовному завещанию, все движимое и недвижимое свое имущество оставила дочери — девице Наталье Николаевне, в замужестве Планат.